# Исьелга
Исьелга — река в России, протекает в Абдулинском районе Оренбургской области. Левый приток реки Камыш-Садак (бассейн Дёмы).
Длина реки составляет 16 км. Берёт начало примерно в 4 км к северо-западу от села Емантаево. Течёт почти на юг по узкому бассейну и впадает в Камыш-Садак по левому берегу в 7,5 км от его устья (в 4,5 км к юго-востоку от села Авдеевка).
В среднем течении на правом берегу расположена деревня Гавриловка, выше неё на реке имеется пруд. В нижнем течении расположен хутор Новоегорьевка (не имеет статуса населённого пункта).

## Данные водного реестра
По данным государственного водного реестра России относится к Камскому бассейновому округу, водохозяйственный участок реки — Дёма от истока до водомерного поста у деревни Бочкарёва, речной подбассейн реки — Белая. Речной бассейн реки — Кама.
Код объекта в государственном водном реестре — 10010201312111100024366.